# Banjō
Banjō (jap. 磐城 Banjō) – drewnianokadłubowa, wczesna kanonierka parowa japońskiej marynarki wojennej, z końca XIX wieku. Służyła podczas wojen: chińsko-japońskiej 1894–1895 i rosyjsko-japońskiej 1904–1905.

## Budowa i dane taktyczno-techniczne
Okręt został zbudowany w stoczni w Yokosuce. Zwodowany w lipcu 1878 roku, przyjęty do służby w sierpniu 1880 roku był niewielką jednostką o drewnianym kadłubie i wyporności normalnej 656, a pełnej 708 ton. Była to najmniejsza z drewnianych japońskich kanonierek. Napędzana była dwucylindrową, poziomą maszyną parową podwójnego rozprężania o mocy 659 hp (wg Conway’s – 590 hp); parę dostarczały cztery prostopadłościenne kotły, a pojedyncza śruba nadawała jej prędkość 10 węzłów. Zapas węgla wynosił 60 t (maksymalnie 120 t). Kanonierka miała też pełne ożaglowanie typu bark; jednokominową jednostkę o ostrym dziobie wyróżniał wysoko uniesiony pokład rufowy.
Uzbrojenie składało się odtylcowych armat Kruppa: jednej kal. 150 mm o długości lufy 22 kalibry (L/22), jednej 120 mm (L/25) i dwóch 77 mm, oraz trzech sztuk broni maszynowej (były to czterolufowe kartaczownice Nordenfelta).

## Służba
W 1882 roku, podczas negocjacji dotyczących otwarcia Korei dla cudzoziemców, „Banjō” stacjonował na wodach koreańskich będąc do dyspozycji japońskiego poselstwa. W 1894 roku okręt był przydzielony do bazy morskiej w Sasebo. W czasie wojny chińsko-japońskiej dowodził nim kapitan Nagashige Kashiwabara. We wrześniu 1894 roku, „Banjō” razem z kanonierkami „Chōkai”, „Tsukushi” i „Maya” operowała na rzece Taedong-gang, wspierając działania wojsk lądowych; okręty nie brały udziału w bitwie u ujścia Jalu. Następnie okręt uczestniczył w operacjach przeciw Weihaiwei: 19–20 stycznia 1895 roku eskortował, wraz z innymi jednostkami, konwój, który przewiózł na półwysep Szantung oddziały japońskie i od 20 stycznia ubezpieczał transportowce kotwiczące w zatoce Yongjing. 30 stycznia kanonierka uczestniczyła też w ostrzale chińskich fortów na wyspie Zi. Kilku marynarzy wchodziło też prawdopodobnie w skład oddziału obsługującego zdobyczne chińskie działa w nadbrzeżnych fortach Weihaiwei.
W 1901 roku kanonierka należała do stałego dywizjonu pełniącego służbę na wodach chińskich i koreańskich. W czasie wojny rosyjsko-japońskiej okręt wchodził w skład 7. dywizjonu (okręty przybrzeżne i kanonierki) 3. eskadry floty japońskiej. Dywizjonem dowodził kadm. Sukeuji Hosoya. Po wojnie, w 1907 roku został wycofany ze składu floty i do 1913 roku pełnił rolę okrętu ochrony rybołówstwa. Następnie został rozebrany.